# Dario Kostović
Dario Kostović (* 8. August 1980 in Split, SR Kroatien) ist ein ehemaliger schweizerisch-kroatischer Eishockeyspieler, der über viele Jahre bei verschiedenen Vereinen der National League A und beim KHL Medveščak Zagreb aktiv war. Seit seinem Karriereende 2015 arbeitet er als Trainer.

## Karriere

### Vereine
Dario Kostović begann seine Karriere als Eishockeyspieler im Nachwuchsbereich des EHC Wettingen-Baden und wechselte später zum EHC Kloten, mit dessen A-Jugend er in der Saison 1998/99 Schweizer Elite-Junioren-Meister wurde. Von 1999 bis 2005 spielte der Angreifer für die Profimannschaft Klotens in der Nationalliga A, wobei er in der Saison 2000/01 auch zu zwei Einsätzen für den HC Thurgau aus der Nationalliga B kam. Die gesamte Saison 2005/06 verbrachte er beim Zweitligisten Lausanne HC, ehe er ein Jahr lang für den HC Ambrì-Piotta in der NLA auf dem Eis stand. Im Anschluss an zweieinhalb Jahre beim HC Lugano unterschrieb der Doppelbürger zur Mitte der Saison 2009/10 beim amtierenden Champions-Hockey-League-Gewinner ZSC Lions, an den er bis Saisonende ausgeliehen wurde. Zur Saison 2010/11 kehrte er nach Lugano zurück.
2011 wechselte Kostović zum kroatischen Verein KHL Medveščak Zagreb aus der österreichischen Eishockey-Liga, mit dem er ab 2013 in der Kontinentalen Hockey-Liga spielte. Daneben nahm er auch regelmässig mit der zweiten Mannschaft der Zagreber an den Playoff-Spielen der kroatischen Liga teil und wurde mit der Mannschaft 2012, 2013 und 2014 kroatischer Meister.
2015 beendete er seine Karriere und wurde Nachwuchstrainer beim EHC Bülach.

### Nationalmannschaft
Sein Debüt für die kroatische Nationalmannschaft gab Kostović erst im Alter von 33 Jahren bei der Weltmeisterschaft 2014 in der Division I. Obwohl er noch keine Turniererfahrung mit dem Nationalteam hatte, wurde er sogleich zum Captain der Mannschaft ernannt und belegte mit dem Aufsteiger aus der Division II auf Anhieb den zweiten Platz in der B-Gruppe der Division I.

## Erfolge und Auszeichnungen
- 1999 Schweizer Elite-Junioren-Meister mit dem EHC Kloten
- 2012 Kroatischer Meister mit dem KHL Medveščak Zagreb
- 2013 Kroatischer Meister mit dem KHL Medveščak Zagreb
- 2014 Kroatischer Meister mit dem KHL Medveščak Zagreb

## Statistik
(Stand: Ende der Saison 2013/14)